# Tylecodon nigricaulis
Tylecodon nigricaulis ist eine Pflanzenart der Gattung Tylecodon in der Familie der Dickblattgewächse (Crassulaceae).

## Beschreibung
Tylecodon nigricaulis wächst als verzweigter Zwergstrauch und wird bis zu 8 Zentimeter hoch und breit. Die Wurzeln bilden ein von der Basis ausgehendes, verzweigtes Netzwerk mit karottenförmigen bis gerundet-länglichen Knollen, die 15 bis 35 Millimeter lang werden. Die dünnen und wenig verzweigten Triebe sind in den oberen zwei Drittel mit glänzenden, schwarzen bis schwärzlich braunen Phyllopodien besetzt und werden bis 70 Millimeter lang und 3 bis 4 Millimeter breit. Es werden drei bis 3 in dichten und endständigen Rosetten stehenden Blätter ausgebildet. Diese sind hellgrün gefärbt, schmal elliptisch und sichelförmig ausgebildet und besitzen auf der Oberseite eine leichte Furche. Die Blattspitze ist deutlich feinspitzig geformt und die Blätter werden insgesamt 12 Millimeter lang, 4 Millimeter breit und 2 Millimeter dick.
Der Blütenstand wird aus 25 Millimeter langen und 17 Millimeter breiten Monochasien gebildet, die in drei bis fünf jeweils 6 Millimeter langen Einzelblüten enden. Der aufrechte Blütenstandstiel ist mit Drüsenhaaren besetzt, wird bis 10 Millimeter lang und bis 1 Millimeter breit. Er sitzt endständig an den letztjährigen Trieben. Der grünliche und drahtige Blütenstiel wird bis 10 Millimeter lang und ist mit kristallenen Haaren besetzt. Die zylindrische Kronröhre wird 5 Millimeter lang und 2,5 Millimeter breit. Sie ist hell kanariengelb bis gelblich grün gefärbt. Die ausgebreiteten Kronzipfel sind länglich und feinspitzig ausgebildet. Sie werden 3,2 Millimeter lang und 1,5 Millimeter breit und sind weißlich bis hell fliederfarben. Die rechteckigen und tief ausgerandeten Nektarschüppchen sind leuchtend gelb gefärbt.

## Systematik und Verbreitung
Tylecodon nigricaulis ist in Südafrika in der Provinz Nordkap bei Garies in der Sukkulenten-Karoo auf Granitfelsen verbreitet. Die Erstbeschreibung erfolgte 2000 durch Graham Williamson und Ernst Jacobus van Jaarsveld.
Die Art wird im Protolog mit Tylecodon pygmaeus verglichen.